# Oxyopes subimali
Oxyopes subimali là một loài nhện trong họ Oxyopidae.
Loài này thuộc chi Oxyopes. Oxyopes subimali được miêu tả năm 1996 bởi Biswamoy Biswas et al..